# Centrale Linth-Limmern
La centrale hydroélectrique Linth-Limmern, parfois également appelée centrale de Linthal, est une centrale de pompage-turbinage construite entre 2008 et 2015, dans le canton de Glaris, en Suisse. Elle est localisée entièrement en souterrain, entre les deux lacs du Limmerensee (de), en partie basse, et du Muttsee (de), en partie haute.
À l'instar de toutes les centrales de transfert d'énergie par pompage, celle de Linth-Limmern a été construite dans un but de stockage de l'énergie.
Avec une puissance nominale de 1 000 MW, il s'agit de la plus puissante installation de pompage-turbinage en Suisse ; la puissance totale du complexe hydroélectrique est de 1 480 MW en comptant les installations hors pompage-turbinage, antérieures à 2015. Par ailleurs, le lac du Muttsee est retenu derrière le barrage le plus long de Suisse, et le Muttsee est lui-même le lac artificiel le plus haut d'Europe, à une cote maximale de 2 474 mètres.

## Historique

### Contexte
La croissance des énergies renouvelables en Suisse, en particulier solaire ou éolienne, qui ne sont pas pilotables, pose la question du stockage.

### Infrastructures existantes

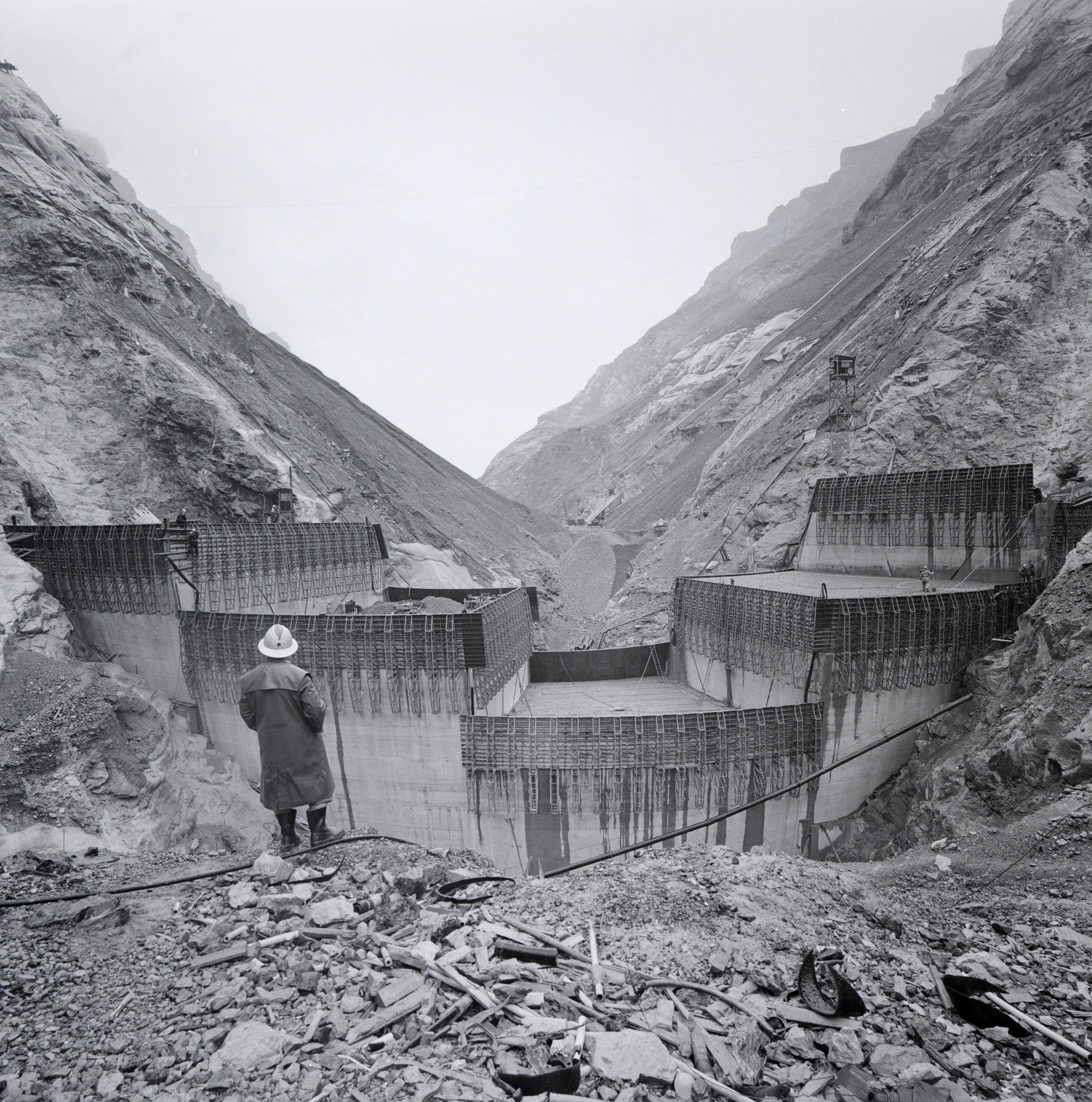
La construction du barrage de Limmern en 1960.

La centrale n'est pas aménagée ex nihilo. Achevé en 1963, le barrage du Limmern, haut de 146 mètres, a créé le Limmerensee (de), situé à une cote maximale de 1 857 mètres d'altitude, couvrant 136 ha et d'un volume de 93 millions de mètres cubes. Le barrage est associé à une centrale hydroélectrique de 480 MW, située à 800 mètres d'altitude et dotée des deux bassins du Tierfehd (de) et de l'Hinter Tierfehd,.
Très au-dessus de ce lac est situé le petit lac naturel du Muttsee, à 2 442 mètres d'altitude.

### Projet
Le projet consiste en deux chantiers principaux. Le premier est la réalisation d'un barrage-poids de grande longueur, faisant monter le niveau du Muttsee d'une trentaine de mètres, jusqu'à la cote maximale de 2 474 mètres. Pour cela, une digue de 1 054 mètres de longueur, et d'un volume totale de 250 000 m3 de béton est construite. Ainsi, le volume du Muttsee passe de 9 à 25 millions de mètres cubes environ.
Le second chantier est le creusement de deux galeries d'amenée d'eau jusqu'à une centrale souterraine située à proximité de la retenue inférieure et sous la cote minimale de celle-ci, afin que la colonne soit toujours en eau

### Raccordement électrique
Le raccordement initial de la centrale électrique se faisait par une ligne de 220 kV. L'augmentation massif de la puissance et la nécessité de pouvoir basculer en très peu de temps d'un mode de production à un mode de consommation d'énergie, et réciproquement, implique la construction d'une nouvelle ligne électrique, cette fois en 380 kV.

### Exploitation
La propriété de la centrale est partagée entre Axpo, qui en détient 85%, et le canton de Glaris, qui détient le restant, soit 15%.
L'exploitation de la centrale nécessite une équipe d'une cinquantaine de personnes, à distance depuis le centre de contrôle général d'Axpo situé à Baden.
La concession de la centrale Linth-Limmern est accordée à Axpo pour 80 ans, soit jusqu'en 2096. La société a admis qu'avec la baisse des prix de l'énergie au cours des années 2010, la centrale mettrait au moins dix ans à devenir rentable. De fait, en 2019, les pertes annuelles de la centrale s'élèvent environ à 150 millions de francs suisses par an ; Axpo demande initialement au Canton de prendre sa part des pertes, soit entre neuf et onze millions de francs suisses par an ; mais, s'appuyant sur le contrat initial signé dans les années 1960, la collectivité refuse. Finalement, un accord amiable est trouvé : le canton est exempté du paiement des pertes, mais ne peut acheter d'électricité jusqu'en 2027-2028 ; par ailleurs, le Canton reçoit annuellement un dividende d'un demi-million de francs.
Plus durablement, la contraction des prix de l'énergie au milieu des années 2010 grève la valeur intrinsèque de la centrale, qui est dépréciée d'environ 540 millions de francs suisses en 2016.
En 2020, Axpo annonce la construction, sur la face sud du barrage du Muttsee, de panneaux solaires photovoltaïques constituant une centrale d'environ 2 MW de puissance ; toutefois, les études menées dans ce cadre attirent l'attention sur les grandes quantités de neige s'accumulant en hiver au pied du barrage et pouvant endommager les capteurs solaires.

## Principe et fonctionnement

### Puissance et énergie
La centrale de Linthal est la plus puissante station de transfert d'énergie par pompage de Suisse, avec une puissance nominale de 1 000 MW. De surcroît, elle est dotée d'une grande capacité d'emmagasinement d'énergie, puisqu'elle est à même de restituer, en mode turbinage, environ 33 GWh, ce qui correspond à un turbinage de plus de 32 heures.